# 2023년 전국체육대회
제104회 전국체육대회는 2023년 10월 13일부터 동년 10월 19일까지 대한민국 전라남도에서 열렸다.

## 같이 보기
- 2023년 전국장애인체육대회
- 전국체육대회